# Cyrano Asoiti
Cyrano Asoiti is een Surinaams politicus. Hij begin jaren 2010 bestuursopzichter voor toerisme in Marowijne en was in 2025 lid van De Nationale Assemblée voor de Algemene Bevrijdings- en Ontwikkelingspartij (ABOP).

## Biografie
Cyrano Asoiti was begin jaren 2010 bestuursopzichter voor toerisme in Marowijne en werkte aan de voorbereiding van toeristische folders voor het district. Hij liep in november 2012 met verschillende overheidsdienaren stage bij de Belgische gemeente Koksijde. Hij was in deze jaren ressortvoorzitter voor de Broederschap en Eenheid in de Politiek (BEP).
In oktober 2013 werd zijn functie als bestuursopzichter ter beschikking gesteld door districtscommissaris Theo Sondrejoe  (Algemene Bevrijdings- en Ontwikkelingspartij; ABOP). Volgens Asoiti zou zijn ontheffing zijn voortgekomen uit partijpolitieke redenen. Sondrejoe ontkende dit: "Als het om zijn politieke kleur was, dan had ik hem nooit een dienstwoning toegewezen." Hij werd in dit conflict gesteund door 180 inwoners die een petitie ondertekenden en een week later demonstreerden voor het aftreden van de districtscommissaris.
Eind 2014 stapten Asoiti en August Bado met tientallen aanhangers over naar de Nationale Democratische Partij (NDP) om president Desi Bouterse te steunen tijdens de verkiezingen van 2015. Tijdens een NDP-bijeenkomst in Albina beweerde hij over Bouterse: "De huidige president strooit niet met geld, maar het geld wordt op de rekening van het Surinaamse volk gestort." Tegen de verwachting in werden hij en Bado niet voor de NDP gekandideerd tijdens de verkiezingen.
Rond februari 2015 was hij coördinator in Marowijne voor het ministerie van ROGB. Sinds circa 2015/2016 werkte hij voor het districtscommissariaat. Rond 2017 was hij hoofd van Beheer Bestuur Ressorten van het commissariaat Marowijne en in 2018 Chef van het Kabinet van de Districtscommissaris. Rond mei 2024 was hij onderdirecteur op het ministerie van Landbouw, Veeteelt en Visserij (LVV). Drie maanden later, rond augustus, was hij ondervoorzitter op het ministerie van Regionale Ontwikkeling en Sport.
Daarnaast was hij sinds augustus 2014 bestuurslid van de landbouwcoöperatie Montoe en rond de jaren 2019/2024 voorzitter van het Coöperatief Platform Agrarische Ontwikkeling Marowijne. Vanuit deze rol zocht hij samenwerking met de agrarische sector in Frans-Guyana. In september 2023 werd hij voorzitter van het platform voor bosbijproducten in Marowijne dat ondersteund wordt door lokale organisaties en de Voedsel- en Landbouworganisatie van de Verenigde Naties (FAO).
Op 16 januari 2025 trad hij als lid van de ABOP toe als lid van De Nationale Assemblée. Hiermee volgde hij Geneviévre Jordan op die onderminister werd van Onderwijs, Wetenschap en Cultuur. Asoiti stond niet op de kandidatenlijst van Marowijne tijdens de verkiezingen van 2020. De drie toenmalige kandidaten van de ABOP waren Ronnie Brunswijk (vicepresident), Marinus Bee (assembléevoorzitter) en Geneviévre Jordan.
Tijdens de verkiezingen van 2025 stond hij op nummer 34 van de lijst van ABOP en werd hij niet herkozen.